# Kultura Vicús

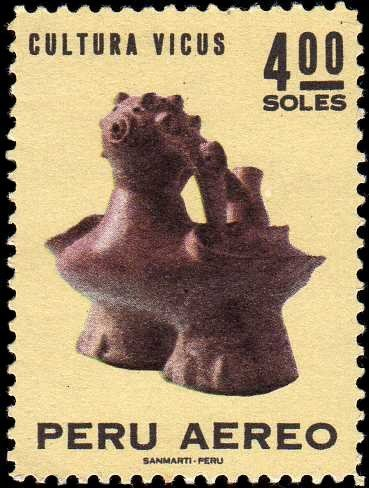
Przykład ceramiki kultury Vicús z VI-VIII wieku przedstawiona na znaczku pocztowym

Kultura Vicús powstała na północnym wybrzeżu Peru ok. 200 r. p.n.e. Czas jej rozwoju trwał do ok. 600 r.
W 1960 r. w pobliżu miejscowości Chulucana na wzgórzu Vicús odkryto grobowiec dostojnika indiańskiego związany z tą kulturą. Należy ona do okresu formacyjnego rozwoju kultur andyjskich. Wykazuje wiele cech wspólnych z kulturami Mochica (Moche), Salinar i Gallinazo oraz kulturami rejonu Ekwadoru. Jednak forma i technika wytwarzania bliższa jest kulturze ludu Moche. Wśród znalezisk znajdują się wyroby z gliny (głównie figurki ludzi i zwierząt) i biżuteria z metalu (głównie brąz, miedź i stopy złota z miedzią). Technika ich wytwarzania i sposób zdobienia podobny jest do kultury Mochica. Ceramika zdobiona była przede wszystkim malowanymi ornamentami geometrycznymi. Wykonywano je techniką negatywu, nanosząc pastę z ziemi w miejsce przyszłego wzoru przed wypaleniem naczynia.
Współcześnie, w pobliżu znalezionego grobowca powstała wioska, w której młodzi artyści pochodzenia indiańskiego, uważający się za potomków twórców tej kultury próbują wskrzesić tradycje wyrobu ceramiki przy zastosowaniu dawnych technik i sposobów zdobienia.